# 구글 팟캐스트
구글 팟캐스트(Google Podcasts)는 구글에서 개발하여 2018년 6월 18일에 안드로이드 기기용으로 출시된 팟캐스트 애플리케이션이다.

## 역사
2018년 9월, 구글 팟캐스트에 구글 캐스트 지원이 추가되었다. 구글 I/O 2019에서 구글은 iOS, Android, Windows용 구글 팟캐스트의 웹 버전을 발표했다. iOS 버전은 2020년 3월에 출시되었다. 2019년 11월에 앱은 구글 머티리얼 테마를 사용하여 재설계되었다. 2020년 5월 12일, 구글은 사용자가 구글 플레이 뮤직에서 구글 팟캐스트로 팟캐스트 구독 및 기록을 이전할 수 있다고 발표했다.
2023년 2월, 구글 팟캐스트 임원인 척(Chuk)과 스티브 맥클렌던(Steve McClendon)은 가까운 시일 내에 유튜브 뮤직에 팟캐스트가 추가될 것이라고 발표했다. 지난 9월, 구글은 유튜브 뮤직을 위해 구글 팟캐스트 앱이 2024년에 중단될 것이라고 확인했다.